# اصطلاحات التسمية الرومانية

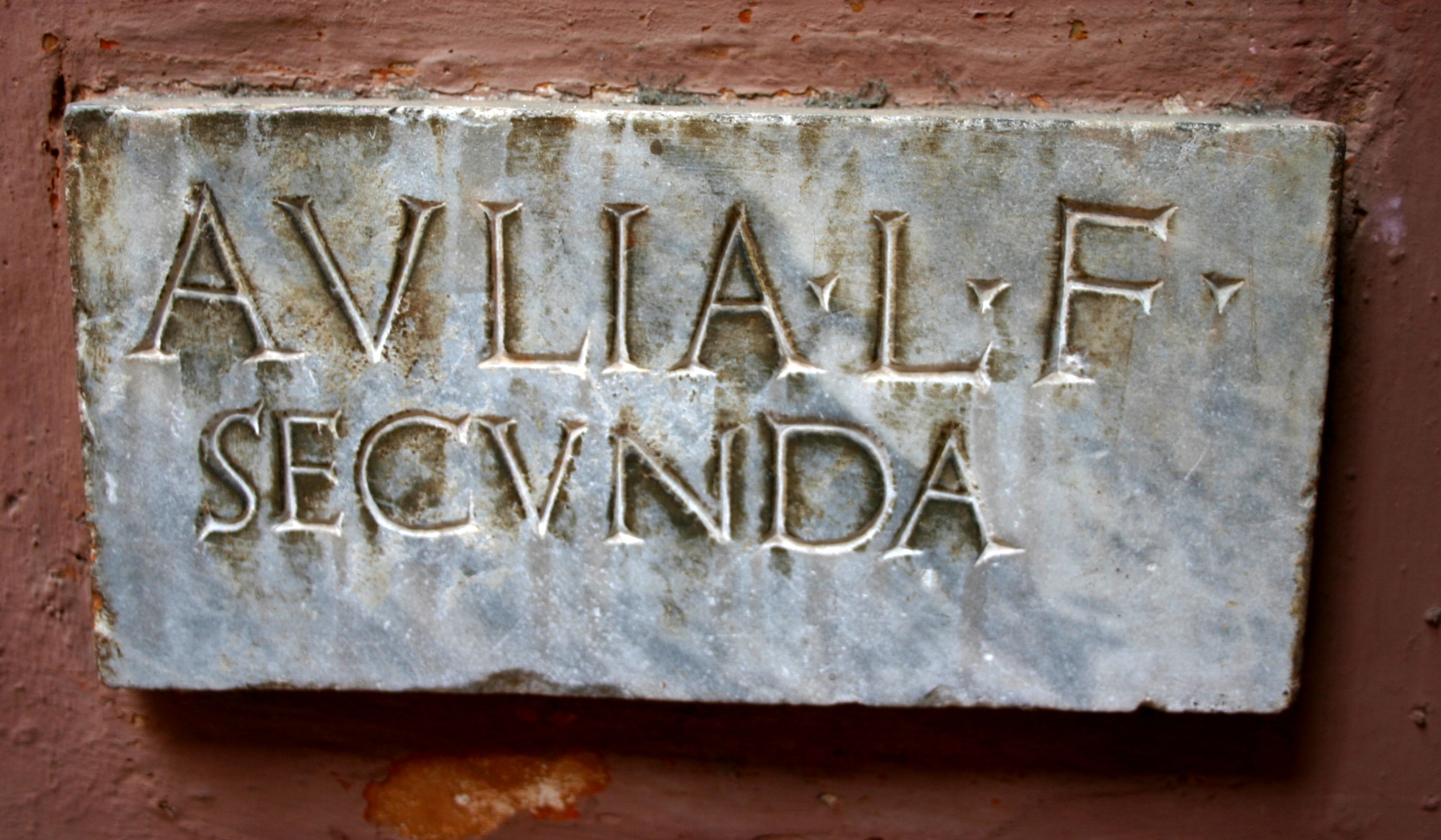

على مدار ما يقرب من أربعة عشر قرنا، استخدم الرومان وشعوب إيطاليا الأخرى نظامًا من المصطلحات يختلف عن تلك المستخدمة في الثقافات الأخرى في أوروبا ومنطقة البحر الأبيض المتوسط، والتي تتكون من مجموعة من الأسماء الشخصية والعائلية. على الرغم من أنه يشار إليه تقليديًا باسم تيرا نومينيا (tria nomina)، فإن الجمع بين البرينميون، والنومين، والكوجنومين (Cognomen) التي أصبحت تعتبر العناصر الأساسية للاسم الروماني تمثل في الواقع عملية تطوير مستمرة، من القرن السابع قبل الميلاد على الأقل إلى نهاية القرن السابع الميلادي. أصبحت الأسماء التي تم تطويرها كجزء من هذا النظام سمة مميزة للحضارة الرومانية، وعلى الرغم من اختفاء النظام نفسه في أوائل العصور الوسطى، إلا أن الأسماء نفسها قد مارست تأثيراً عميقاً على تطوير ممارسات التسمية الأوروبية، ويستمر العديد منها في البقاء على قيد الحياة في لغات العصر الحديث (Modern language).

## روابط خارجية
- Roman Names
- Names of Byzantine Romans in Turkish